# Jagsttal Dörzbach-Krautheim
Das FFH-Gebiet Jagsttal Dörzbach-Krautheim ist ein 2005 durch das Regierungspräsidium Stuttgart nach der Richtlinie 92/43/EWG (Fauna-Flora-Habitat-Richtlinie) angemeldetes Schutzgebiet (Schutzgebietskennung DE-6724-341) im Hohenlohekreis und im Main-Tauber-Kreis in Baden-Württemberg. Das FFH-Gebiet ist Bestandteil des europäischen Schutzgebietsnetzes Natura 2000. Mit Verordnung des Regierungspräsidiums Stuttgart zur Festlegung der Gebiete von gemeinschaftlicher Bedeutung vom 30. Oktober 2018 (in Kraft getreten am 11. Januar 2019), wurde das Schutzgebiet ausgewiesen.

## Beschreibung
Das FFH-Gebiet umfasst neun Höhlen, die Jagst und deren Seitenbäche mit langen naturnahen Abschnitten, ausgedehnte südexponierten Trockenhängen, herrliche Steinriegellandschaften, großflächige Laubwälder an Nordhängen und auf der Hochfläche, Balmen und Höhlen bei St. Wendel zum Stein.

## Schutzzweck
Folgende Lebensraumtypen nach Anhang I der FFH-Richtlinie kommen im Gebiet vor:
- Kalktuffquellen
- Kalk-(Halb-)Trockenrasen und ihre Verbuschungsstadien (* orchideenreiche Bestände)
- Feuchte Hochstaudenfluren
- Magere Flachland-Mähwiesen
- Kalkschutthalden der kollinen bis montanen Stufe
- Kalkfelsen mit Felsspaltenvegetation
- Schlucht- und Hangmischwälder
- Erlen-Eschen- und Weichholzauenwälder
- Nicht touristisch erschlossene Höhlen
- Waldmeister-Buchenwälder
- Orchideen-Kalk-Buchenwälder
- Flüsse mit Gänsefuß- und Zweizahn-Gesellschaften auf Schlammbänken
- Basenreiche oder Kalk-Pionierrasen
- Fließgewässer mit flutender Wasservegetation
- Natürliche und naturnahe nährstoffreiche Stillgewässer mit Laichkraut- oder Froschbiss-Gesellschaften